# Ekhilkan
Ekhilkan (en rus: Эхилкан) és un poble (un possiólok) del krai de Khabàrovsk, a Rússia, que el 2018 tenia 69 habitants. Pertany al districte rural de Verkhnebureïnski.